# Ashraf Barhom
Ashraf Barhom (en árabe: أشرف برهوم) (n. 1979) es un actor israelí de origen palestino. Creció en Galilea, en un pequeño pueblo llamado Tarshiha. Estudió teatro e interpretación en la Universidad de Haifa, donde actuó en producciones universitarias. 
En 2001 obtuvo su primer papel en una película, Intervención divina, de Elia Suleiman, que ganó el Premio del Jurado en el Festival de Cannes. Luego fue nominado al equivalente israelí del Óscar por su papel protagonista en In The Ninth Month (2003), de Ali Nassaer; y coprotagonizó La novia siria. 
En el año 2005 coprotagonizó la película palestina Paradise Now (جنّة الآن), de Hany Abu Assad, nominada al Óscar como Mejor Película de habla no inglesa y ganadora de un Globo de Oro.
En 2007, obtuvo el reconocimiento crítico por aparecer junto a Jamie Foxx en la película The Kingdom, como el coronel Faris Al-Ghazi. Desde entonces ha aparecido en películas israelíes como Colombian Love y Líbano.  
También es conocido por su actuación en la película Ágora de Alejandro Amenábar (2009), en el papel de Amonio, un monje de Alejandría en el siglo IV.  
Su papel en el remake de la película Furia de titanes consiste en un cazador de recompensas llamado “Ozal”.
En el 2014 personifica a Jamal, el hermano mayor de Bassan en la serie Tyrant.

## Trayectoria

### Cine
| Año  | Título                 | Papel                  |
| ---- | ---------------------- | ---------------------- |
| 2014 | 300: Rise of an Empire | General Bandari        |
| 2013 | El salvador            | Judas Iscariote        |
| 2012 | Inheritance            | Marwan                 |
| 2012 | Zaytoun                | PLO Fighter            |
| 2011 | Coriolanus             | Cassius                |
| 2010 | Furia de titanes       | Ozal                   |
| 2009 | Líbano                 | Primer falangista      |
| 2009 | Ágora                  | Ammonius               |
| 2007 | The Kingdom            | Coronel Faris Al Ghazi |
| 2005 | Paradise Now           | Abu-Karem              |
| 2004 | La novia siria         | Marwan                 |
| 2004 | Colombian Love         | Samir                  |
| 2002 | In the 9th Month       | Ahmad                  |

### Televisión
| Año         | Título       | Papel | Notas      |
| ----------- | ------------ | ----- | ---------- |
| 2014 - 2016 | Tyrant       | Jamal |            |
| 2013        | By Any Means | Ahmed | 1 capítulo |